# Albia stationis
Albia stationis är en kvalsterart som beskrevs av Thon 1899. Albia stationis ingår i släktet Albia och familjen Axonopsidae. Inga underarter finns listade i Catalogue of Life.